# Shangri-La (Titan)
Shangri-La is een donker gebied op Saturnus' maan Titan. Het is vernoemd naar Shangri-La, het mythische paradijs in Tibet. 
Shangri-La bevat heldere "eilanden" op hogere grond. Het wordt begrensd door de grotere gebieden van hoge grond: Xanadu in het Oosten, Adiri in het westen, en Dilmun in het noorden.
De Huygens sonde landde op een westelijke deel van Shangri-La, dicht bij de grens met Adiri.